# Correio Lageano
O Correio Lageano foi um jornal diário em formato tabloide publicado na cidade de Lages, no estado de Santa Catarina. Seu conteúdo era regional e abrangeu a Serra Catarinense. Fundado em 21 de outubro de 1939, foi um dos jornais mais antigos a circular no Estado, tendo encerrado definitivamente suas publicações em 15 de maio de 2020.

## Histórico
O Correio Lageano foi o maior jornal diário da região da Serra Catarinense. Em 2019, completou 80 anos de fundação, de uma história que se iniciou em 21 de outubro de 1939, por Almiro Lustosa Teixeira de Freitas, Indalécio Arruda e João Ribas Ramos. Durante 12 anos, o Correio Lageano circulou semanalmente, quando em 1951, quatro idealistas assumiram o compromisso de oferecer ao público um veículo “independente e noticioso”.
Os jovens eram José Paschoal Baggio, Evilásio Neri Caon, Edézio Neri Caon e Sirth de Aquino Nicolelli. Nesse mesmo ano, foi definida a missão: “O Correio Lageano, enquanto estiver sob nossa orientação, será um órgão livre, independente, sem subordinação a organizações de qualquer espécie. (...) nos endereçando sempre aos anseios do povo, quer das classes produtoras, quer das classes trabalhadoras, humildes e de todas as categorias profissionais”.
Em 1955, o Correio Lageano passou a circular duas vezes por semana, um grande marco para a imprensa local, até então todos os jornais que circulavam em Lages apresentavam edições semanais. Onze anos após a inovação promovida pela equipe chefiada por José Paschoal Baggio, o jornal passou a ser distribuído três vezes por semana, este foi o ensaio para um desafio ainda maior: tornar o CL um jornal com circulação diária, o que aconteceu em 8 de outubro de 1967.
Um dos significativos avanços foi a aquisição de uma impressora rotativa em 1990, que dispensou a impressão off-set, tornando o processo muito mais ágil e fazendo do parque gráfico do CL um dos mais modernos de Santa Catarina na época.
Em 2006, iniciou também sua versão online, com o lançamento de seu site, que pouco tempo depois tornou-se um moderno portal de notícias, o CLMais. Com a popularidade das redes sociais, passou também a estar presente nas mídias sociais, trazendo mais agilidade à informação e proximidade com o público. Em 2013, o jornal passou a ser impresso totalmente colorido, iniciando uma nova fase.
A história do jornal se confunde com a da cidade, pois em suas páginas estão registrados os fatos mais importantes e toda a evolução socieconômica da região ao longo dessas oito décadas. O Correio Lageano foi uma marca sólida, sinônimo de credibilidade e confiabilidade, seja junto dos leitores ou internautas, atento às novas tendências mundiais de informação e aos hábitos comportamentais.
Gerar conteúdos qualificados para aproximar pessoas, é sob esta missão que a empresa busca crescer junto com a sociedade.
O jornal encerrou definitivamente suas atividades no dia 15 de maior de 2020, em seu formato impresso e online, devido às mudanças drásticas no mercado e à crise derivada da pandemia do novo coronavírus, fator determinante para o seu fechamento aos 81 anos de atividade.